# Mario Ruiz
Mario Ortiz Ruiz (ur. 24 marca 1989 w Santanderze) – hiszpański piłkarz występujący na pozycji pomocnika w Cultural Leonesa.

## Statystyki klubowe
| Sezon   | Klub               | Kraj      | Liga               | Mecze | Bramki |
| ------- | ------------------ | --------- | ------------------ | ----- | ------ |
| 2006/07 | Racing Santander B | Hiszpania | Segunda División B | 1     | 0      |
| 2007/08 | Racing Santander B | Hiszpania | Segunda División B | 0     | 0      |
| 2008/09 | Racing Santander B | Hiszpania | Segunda División B | 32    | 1      |
| 2009/10 | Racing Santander B | Hiszpania | Segunda División B | 20    | 2      |
| 2009/10 | Racing Santander   | Hiszpania | Primera División   | 2     | 0      |
| 2009/10 | CD Castellón       | Hiszpania | Segunda División   | 14    | 0      |
| 2010/11 | Conquense          | Hiszpania | Segunda División B | 35    | 1      |
| 2011/12 | UD Puertollano     | Hiszpania | Segunda División B | 4     | 1      |
| 2012/13 | RCD Espanyol B     | Hiszpania | Segunda División B | 20    | 2      |
| 2012/13 | Albacete Balompié  | Hiszpania | Segunda División B | 18    | 1      |
| 2013/14 | Albacete Balompié  | Hiszpania | Segunda División B | 39    | 0      |
| 2014/15 | Albacete Balompié  | Hiszpania | Segunda División   | 31    | 0      |
| 2015/16 | Albacete Balompié  | Hiszpania | Segunda División   | 26    | 0      |
| 2016/17 | Cultural Leonesa   | Hiszpania | Segunda División   | 41    | 2      |
| 2017/18 | Cultural Leonesa   | Hiszpania | Segunda División   | 35    | 1      |

Stan na: 18 maja 2018 r.